# Elements del període 7
Un element del període 7 és un dels elements químics de la setena filera (o període) de la taula periòdica dels elements, incloguent-hi els actínids.
Aquests són:
| Grup     | 1     | 2     | 3      | 4      | 5      | 6      | 7      | 8      | 9      | 10     | 11      | 12      | 13      | 14     | 15     | 16     | 17     | 18     |
| # Nom    | 87 Fr | 88 Ra | 89-103 | 104 Rf | 105 Db | 106 Sg | 107 Bh | 108 Hs | 109 Mt | 110 Ds | 111 Uuu | 112 Uub | 113 Uut | 114 Fl | 115 Mc | 116 Lv | 117 Ts | 118 Og |
| e--conf. |       |       |        |        |        |        |        |        |        |        |         |         |         |        |        |        |        |        |

| # Nom    | 89 Ac | 90 Th | 91 Pa | 92 U | 93 Np | 94 Pu | 95 Am | 96 Cm | 97 Bk | 98 Cf | 99 Es | 100 Fm | 101 Md | 102 No | 103 Lr |
| e--conf. |       |       |       |      |       |       |       |       |       |       |       |        |        |        |        |

| Metalls alcalins | Alcalinoterris | Lantanoides | Actinoides | Metalls de transició |
| Altres metalls   | Metal·loides   | No metalls  | Halògens   | Gasos nobles         |